# Veluwsche Stoomtrein Maatschappij
Die Veluwsche Stoomtrein Maatschappij (VSM) ist eine Museumseisenbahn in Beekbergen, Provinz Gelderland, in den Niederlanden, die 1975 gegründet wurde.
Die VSM betreibt einen Dampfzugbetrieb auf ihrer eigenen 22 km langen Bahnstrecke Dieren–Apeldoorn in der niederländischen Provinz Gelderland im Osten des Landes, nicht weit von der Grenze zu Deutschland entfernt. Zum Einsatz kommen hauptsächlich ehemals deutsche Dampflokomotiven.

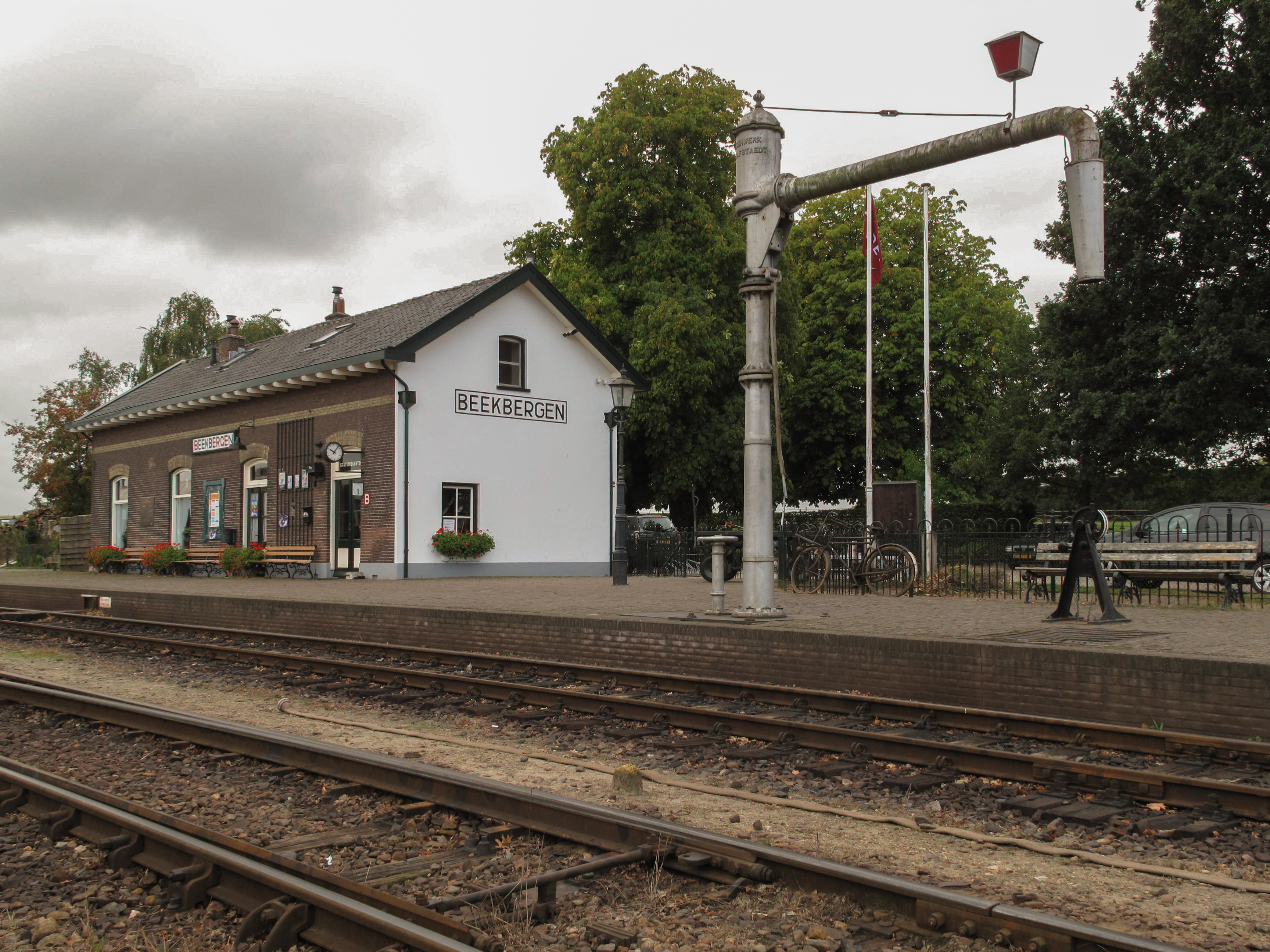
Bahnhof Beekbergen

Zum VSM-Bahnbetriebswerk/Bahnhof in Beekbergen gehören ein Lokschuppen, in dem auch größere Reparaturen ausgeführt werden können, eine Drehscheibe, Bahnsteige sowie Lokomotivbehandlungsanlagen. Im Bahnbetriebswerk ist eine große Sammlung von (Dampf-)Lokomotiven aus Deutschland, Polen und den Niederlanden zu sehen.
„Terug naar Toen - Zurück nach Damals“ – so lautet das Motto des großen Eisenbahn-Spektakels, das die VSM alljährlich am ersten September-Wochenende im Gelderland veranstaltet.
Mehrfach im Jahr verkehren die VSM-Fahrzeuge auch mit Sonderzügen in den gesamten Niederlanden. 2007 besaß die VSM elf betriebsfähige Dampfloks, darunter zwei der DB-Baureihe 23, eine der DR-Baureihe 44, eine Tenderlok der Baureihe 64 und die polnische TKp 23.

## Deutsche Dampfloks
| Betriebsnummer | Baujahr | Hersteller                          | Status                                                                            |
| -------------- | ------- | ----------------------------------- | --------------------------------------------------------------------------------- |
| 23 071         | 1956    | Arnold Jung Lokomotivfabrik         | betriebsfähig                                                                     |
| 23 076         | 1956    | Arnold Jung Lokomotivfabrik         | betriebsfähig                                                                     |
| 41 241         | 1939    | A. Borsig, Berlin-Tegel             | betriebsfähig                                                                     |
| 44 1085        | 1942    | Lokomotivfabrik Floridsdorf         | abgestellt                                                                        |
| 44 1593        | 1943    | Societé Alsacienne de Constructions | betriebsfähig                                                                     |
| 50 307         | 1939    | Lokomotivfabrik Floridsdorf         | betriebsfähig (ex 50 3564)                                                        |
| 50 0073        | 1943    | Societé Franco-Belge                | ex Vennbahn 50 3666, 2022 an ZLSM                                                 |
| 50 3520        | 1941    | Berliner Maschinenbau               | Ersatzteilspender, 2022 an BEM Nördlingen                                         |
| 50 3654        | 1940    | MBA                                 | betriebsfähig                                                                     |
| 50 3681        | 1940    | Henschel & Sohn                     | Ersatzteilspender                                                                 |
| 52 532         | 1943    | Berliner Maschinenbau               | verliehen an ZLSM, dort in Aufarbeitung                                           |
| 52 3879        | 1944    | Lokomotivfabrik Floridsdorf         | betriebsfähig                                                                     |
| 52 8010        | 1943    | Lokomotivfabrik Floridsdorf         | Ersatzteilspender                                                                 |
| 52 8053        | 1943    | Henschel & Sohn                     | nicht betriebsfähig                                                               |
| 52 8091        | 1943    | Lokomotivfabrik Floridsdorf         | Ersatzteilspender                                                                 |
| 52 8139        | 1943    | Arnold Jung Lokomotivfabrik         | betriebsfähig                                                                     |
| 64 415         | 1936    | Arnold Jung Lokomotivfabrik         | betriebsfähig                                                                     |
| 65 018         | 1956    | Krauss-Maffei                       | betriebsfähig, seit Dezember 2018 gemietet von Stoom Stichting Nederland bis 2028 |
| 80 036         | 1928    | Hohenzollern AG                     | in Aufarbeitung                                                                   |

## Polnische Dampfloks
| Betriebsnummer | Baujahr | Hersteller | Status (Stand 2023) |
| -------------- | ------- | ---------- | ------------------- |
| TKp 23         | 1957    | Chrzanów   | abgestellt          |
| TKp 5353       | 1957    | Chrzanów   | abgestellt          |

## Deutsche Dieselloks
| Betriebsnr. | Baujahr | Hersteller     | Status        |
| ----------- | ------- | -------------- | ------------- |
| Tm 565      | 1957    | GEBUS          | betriebsfähig |
| LKM N4      | 1956    | LKM Babelsberg | 2016 an ZLSM  |

## Niederländische Dieselloks
| Betriebsnr. | Baujahr | Hersteller               | Status                      |
| ----------- | ------- | ------------------------ | --------------------------- |
| 532         | 1954    | English Electric Company | betriebsfähig               |
| 618         | 1956    | English Electric Company |                             |
| 636         | 1956    | English Electric Company | betriebsfähig               |
| 650         | 1956    | English Electric Company | Ersatzteilspender           |
| 661         | 1957    | English Electric Company | jetzt bei Railpro, dort 607 |
| 2203        | 1955    | Allan & Co               | abgestellt                  |
| 2207        | 1955    | Allan & Co               | abgestellt                  |
| 2233        | 1956    | Allan & Co               | betriebsfähig               |
| 2299        | 1959    | Allan & Co               | abgestellt                  |
| 2412        | 1954    | Alsthom                  | in Aufarbeitung             |
| 2459        | 1956    | Alsthom                  | betriebsfähig               |
| 2530        | 1957    | Alsthom                  | betriebsfähig               |